# Альтман, Эдвард
Эдвард Альтман (англ. Edward Altman; род. 5 июня 1941, Нью-Йорк, Нью-Йорк) — американский экономист, профессор финансов Нью-Йоркского университета, автор модели Альтмана, измеряющей степень риска банкротства каждой отдельной компании.

## Биография
Эдвард получил степень бакалавра экономики (B.A.) в Городском колледже Нью-Йорка в 1963 году. Степени магистра наук в области бизнес-финансов (MBA) был удостоен в Калифорнийском университете в Лос-Анджелесе в 1965 году, там же и звания доктора философии по финансам (Ph.D) в 1967 году.

## Анализ вероятности банкротства (Z-счёт)
В своих исследованиях Альтман использовал данные стабильных фирм и компаний, которые позже, в течение пяти лет, обанкротились. Z-модель Альтмана построена с помощью аппарата мультипликативного дискриминантного анализа (Multiple-discriminant analysis — MDA). Его целью было определение возможностей использования модели для дифференциации фирм, перед которыми не стоит угроза банкротства, и компаний с высокой вероятностью будущего разорения. Индекс Альтмана представляет собой функцию от некоторых показателей, характеризующих экономический потенциал предприятия и результаты его работы за истекший период. Впервые Z-модель Альтмана, для компаний, акции которых котируются на бирже, была опубликована в 1968 году. В 1983 году была опубликована модель для предприятий, у которых акции не котируются на бирже.